# رينالدو رومان
رينالدو رومان (بالإسبانية: Reinaldo Román) (23 مايو 1984 في باراغواي - ) هو مدرب كرة قدم ولاعب كرة قدم باراغواياني في مركز الدفاع. شارك مع منتخب باراغواي لكرة القدم. أما مع النوادي، فقد لعب مع سبورتيفو لوكوينو ونادي الجامعة الكاثوليكية (الإكوادور) وإنديبندينتي ديل فال وClub Sport Colombia ‏ وClub 3 de Febrero FBC ‏ ونادي غواراني (نادي كرة قدم).

## وصلات خارجية
- رينالدو رومان على موقع إي إس بي إن إف سي (الإنجليزية)
- رينالدو رومان على موقع قاعدة بيانات كرة القدم.إي يو (الإنجليزية)